# Systasea
Systasea es un género de mariposas ditrysias de la familia Hesperiidae. 

## Especies
- Systasea microsticta Dyar, 1923
- Systasea pulverulenta (R. Felder, 1869)
- Systasea zampa (Edwards, 1876)